# Драгшан
Драгшан е български войвода и защитник на град Воден от времето на цар Самуил. Пленен е от император Василий II Българоубиец при превземането на града от византийците през 1001 или 1002 година. Докато повечето от съгражданите му са насилствено преселени в областта Волерон оттатък Места, Драгшан, по негова молба, остава да живее в Солун, по-близко до Воден. Жени се за дъщерята на местен първенец и има от нея четири деца. На три пъти се опитва да избяга в България. Заловен за трети път, Драгшан е екзекутиран чрез набиване на кол. Предполага се, че това е станало през 1015 година, при неуспешното въстание на воденчани срещу Василий II.

## Памет
На Драгшан е наречена улица в квартал „Лагера“ в София (Карта).